# Musée de la monnaie (Tunisie)
Pour les articles homonymes, voir Musée de la monnaie.
Le musée de la monnaie (arabe : متحف العملة) est un musée numismatique situé en plein centre de Tunis.

## Localisation
Prenant place dans la partie orientale du nouveau bâtiment de la Banque centrale de Tunisie, sur l'avenue Mohammed-V, il occupe un espace de 600 m2 entre le rez-de-chaussée et la mezzanine. Il abrite une salle d'exposition permanente, un espace d'expositions temporaires, une médiathèque, une bibliothèque et une boutique.

## Espaces
L'espace d'exposition permanente de forme elliptique comporte un parcours en boucle retraçant l'évolution de la monnaie en Tunisie à travers 25 siècles. Au centre se trouve un espace consacré aux médailles commémoratives.
Les parois éclairés de bleu et le plafond parsemé de diodes azur donne une atmosphère obscure et une ambiance feutrée, effet renforcé par des parois en bois alvéolé permettant de réduire les échos. L'espace permet au visiteur de contempler la collection dans une atmosphère solennelle.
La collection de quelque 2 000 pièces est exposée dans 43 vitrines munies chacune d'une loupe mobile pour faciliter le déchiffrage de chaque pièce. Leur disposition suit un ordre chronologique, de la période punique jusqu'à nos jours. Une grande partie de la collection a été offerte par l'historien Hassan Hosni Abdelwaheb à la Banque centrale de Tunisie dans les années 1960, à l'époque où Hédi Nouira est gouverneur de la banque.

Espaces du musée
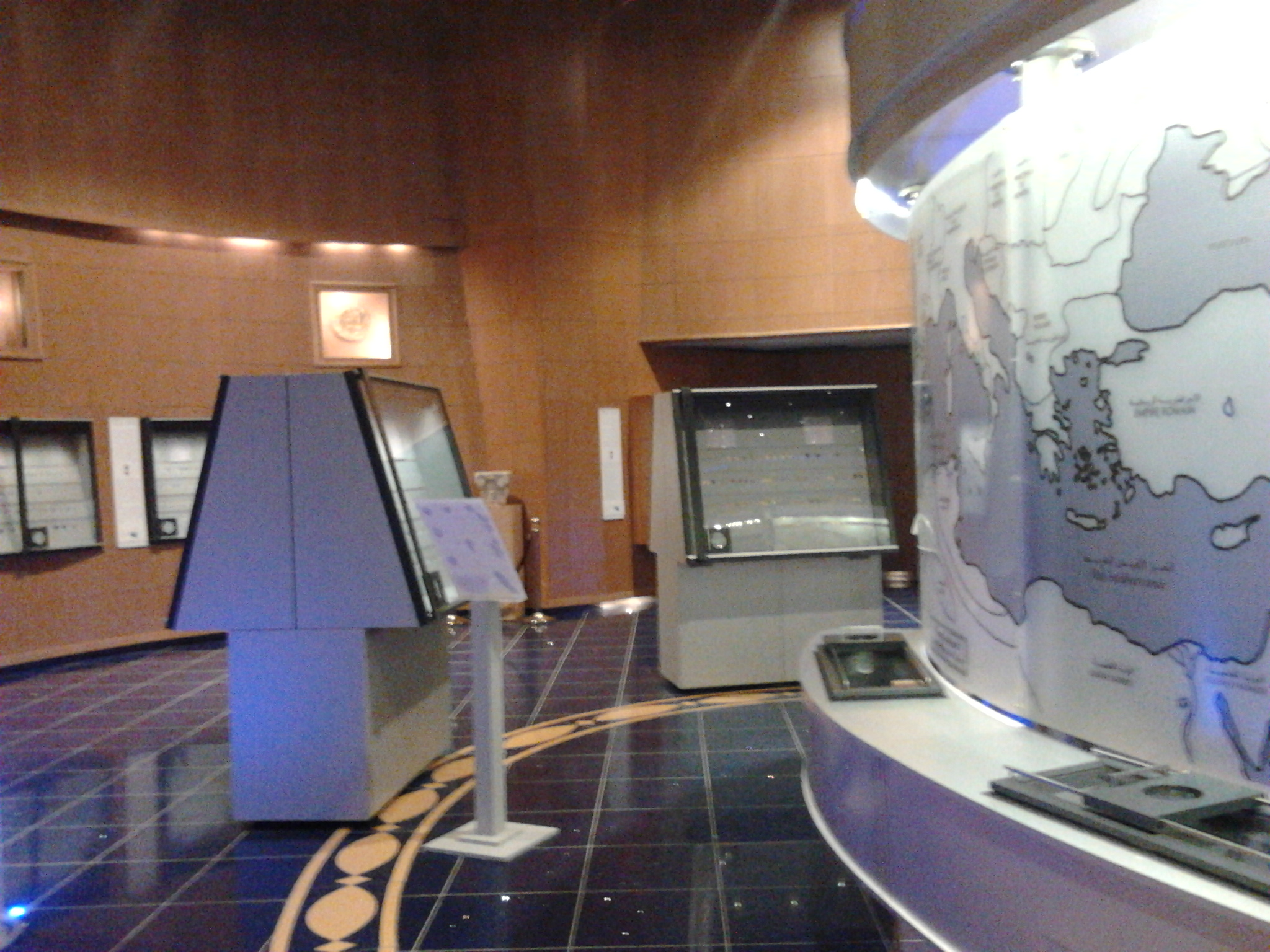
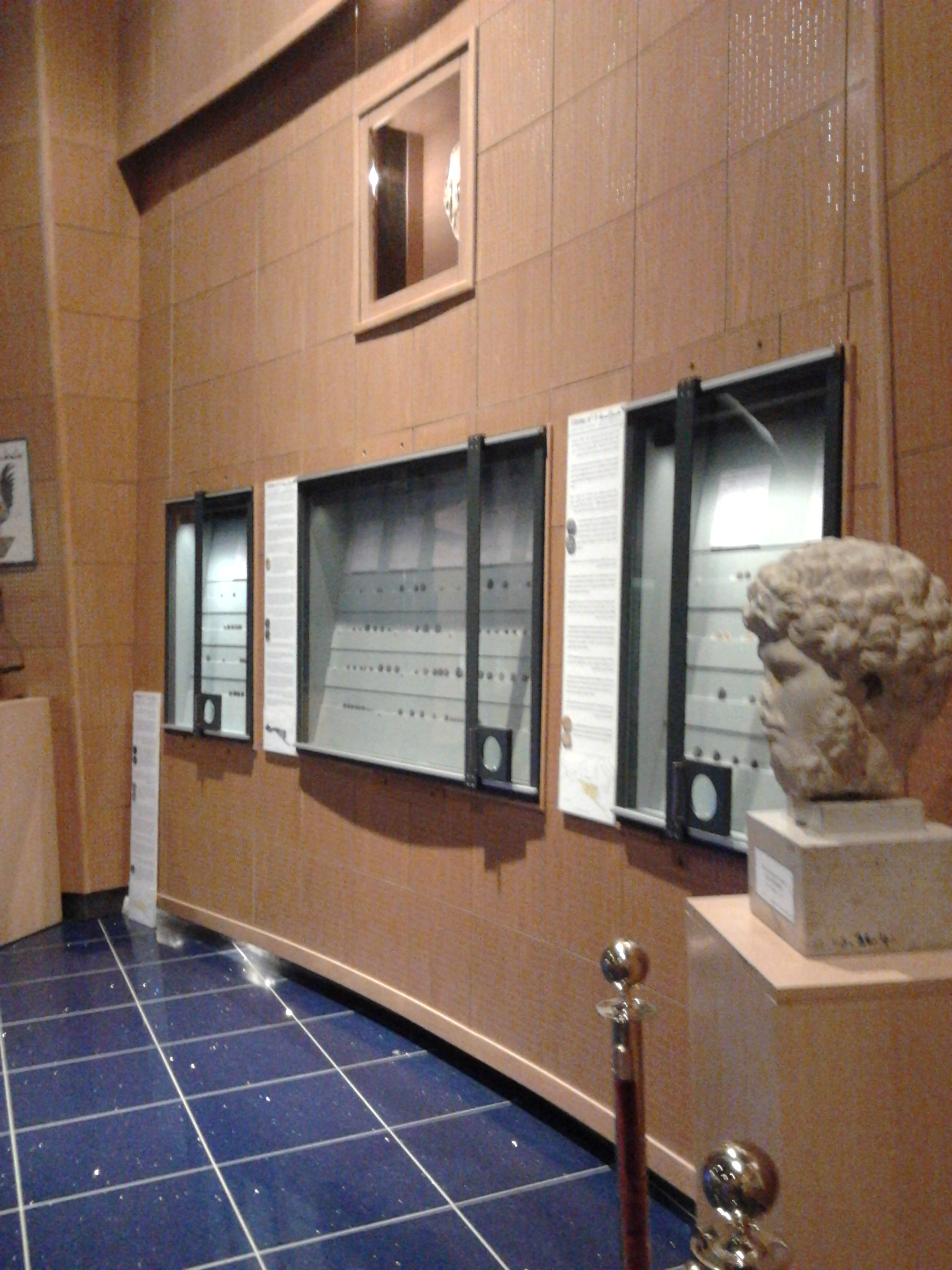
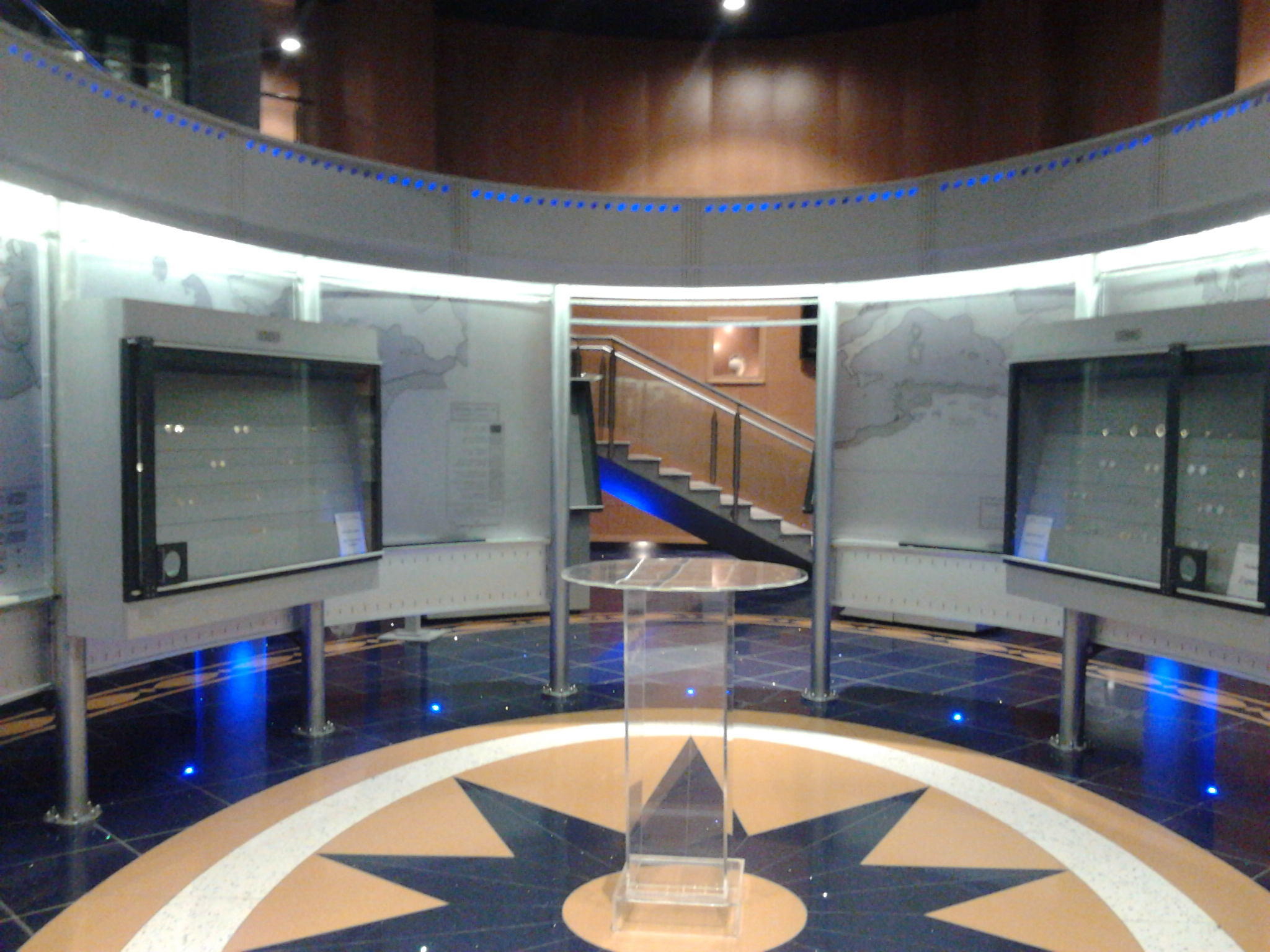
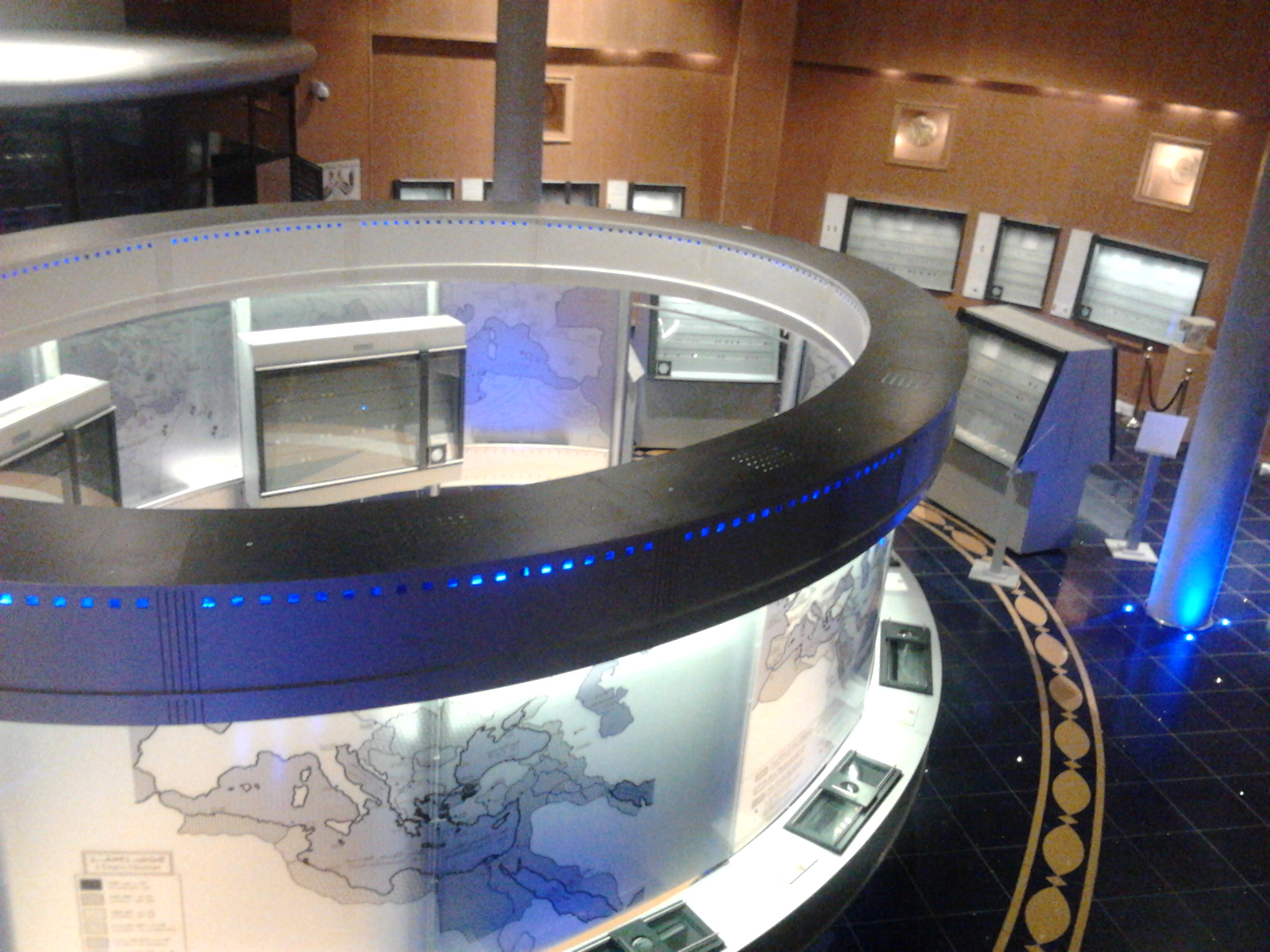

## Collections

### Période carthaginoise
Les premières monnaies sont frappées entre 410 et 390 av. J.-C. afin de payer les mercenaires dans la guerre contre Syracuse. Alors que les transactions quotidiennes se font grâce à des pièces en bronze, les pièces en or se limitent à des besoins particuliers. Selon les périodes de prospérité ou de crise, les métaux utilisés varient de l'or au cuivre légèrement argenté, en passant par l'électrum, l'argent et le bronze.

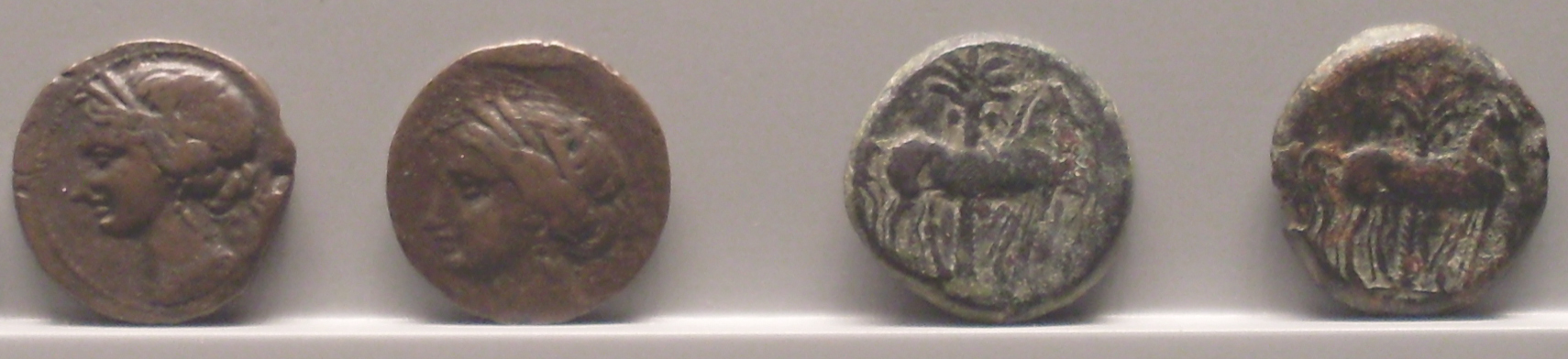
Série de pièces puniques.

Les pièces carthaginoises, de typologie initialement « siculo-punique » avec un style rudimentaire, ont évolué vers un style grecque plus élégant dont l'avers représente la tête de Tanit avec un menton tendant à s'alourdir, la moue de la bouche tendant à s'accentuer et la tête plus droite et ornée de diadème ou d'épis, parfois portant un collier.
Au revers se trouve un cheval bien redressé ou tournant la tête en arrière, avec un palmier ou un uræus. Ultérieurement, à l'époque des Barcides, les pièces portent des effigies imberbes ou barbus, diadèmées ou laurées ; la proue d'un navire ou un éléphant se trouvent au revers. Durant la guerre des Mercenaires. les révoltés ont émis leur propre monnayage, avec à l'avers, l'effigie d'Héraclès-Melkart couvert d'une peau de lion symbole de victoire et, au revers, un lion au-dessous duquel est inscrit le nom grec des Libyens ΛΙΒΥΩΝ.

### Période numide

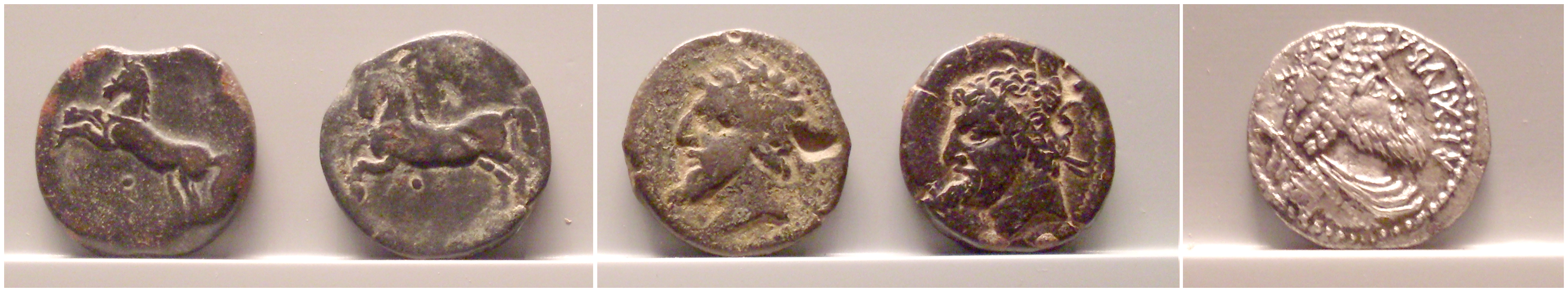
Série de pièces numides marquées de chevaux « guerriers » et des rois Massinissa et Juba.

Du fait des transactions commerciales entre les Carthaginois et les Numides, ainsi que de la présence de leurs soldats dans l'armée carthaginoise, les monnaies de cette période se rapprochent de celles des Puniques où le motif iconographique du cheval prend une connotation « guerrière », avec à l'avers des portraits idéalisés des rois numides dont Massinissa et Juba portant des insignes royaux : diadème, manteau et sceptre. Par manque de ressources en métaux précieux, surtout au cours de la période entre la deuxième guerre punique et l'époque de Juba, la monnaie numide est surtout fabriquée en bronze, quelques émissions de pièces en argent ayant lieu sous les règnes de Syphax et Vermina. Par la suite a lieu une adaptation du système monétaire d'origine punique à celui d'origine romaine pour les besoins commerciaux de plus en plus importants.

### Période romaine
La frappe de pièces de type punique se poursuit et ce n'est que vers 30 que le monnayage local cesse au profit de la monnaie romaine frappée à Rome et utilisée dans les provinces de l'Afrique romaine jusqu'au IIIe siècle, lorsque les ateliers locaux reprennent leurs émissions des pièces, souvent les monnaies (sesterce) provinciales honorent à la fois l'empereur de Rome et certaines divinités traditionnelles comme Ba'al Hammon.

### Période vandale et byzantine
Initialement, la monnaie romaine qui est largement répandue se maintient. Ultérieurement, chaque roi frappe une série de pièces en argent et en cuivre dont l'avers comporte son effigie et le revers une date correspondant à l'année de son règne ou la valeur de la pièce. À l'époque byzantine, ce système de datation est adapté et complété avec émission de pièces en or frappées dans les ateliers de Carthage. Elles comportent à l'avers l'effigie de l'empereur, souvent de face et casqué, et sont richement ornées des symboles de la chrétienneté (sceptre, orbe, etc.) ou parfois du portrait de l'empereur et de son héritier (notamment Héraclius et Constantin III). Au revers se trouvent un thème de victoire et des motifs chrétiens, la valeur de la monnaie (ex. M = 40, XX ou K = 20, L = 10, E = 5) ou la marque de l'atelier (ex. KART = Carthage, CON = Constantinople).

### Période arabo-musulmane et du protectorat
Après le début de la conquête arabe, le système monétaire évolue progressivement : monnaie de type byzantin, empereur byzantin déchristianisé et accompagné de légendes religieuses islamiques traduites en latin, monnaies à motifs exclusivement épigraphiques et religieux seulement en latin, à motifs épigraphiques bilingues (latin sur la marge et arabe dans le champ central) et légende arabe sur les deux faces avec profession de foi, date du calendrier musulman et parfois nom de l'atelier. Les Abbassides ajoutent le nom du souverain et les Aghlabides le nom de leur devise. Ultérieurement et selon les dynasties, des inscriptions doctrinaires sont ajoutées. À partir de la conquête ottomane, le système monétaire adopte celui de l'Empire ottoman jusqu'à l'instauration du protectorat français. Le système monétaire suit alors celui de la France en adoptant le franc au lieu de la piastre.

### Période contemporaine

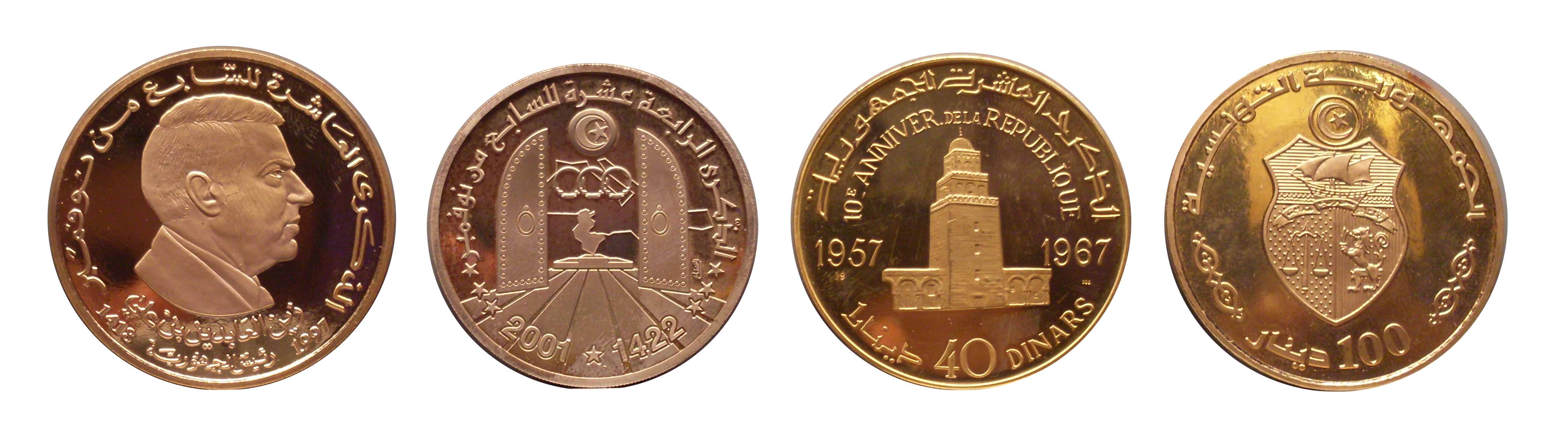
Pièces commémoratives.

À partir de 1958, le dinar tunisien prend la place du franc. Des pièces commémoratives sont émises régulièrement à l'occasion d'évènements particuliers pour servir de pièces de collection.